# Ferrocement
Ferrocement is een bouwmateriaal, samengesteld uit cement en één of meerdere lagen relatief fijnmazige wapening. Ferrocement is vooral populair vanwege de betrekkelijk lage materiaalkosten in relatie tot een acceptabele sterkte bij een relatief kleine wanddikte.

## Constructie

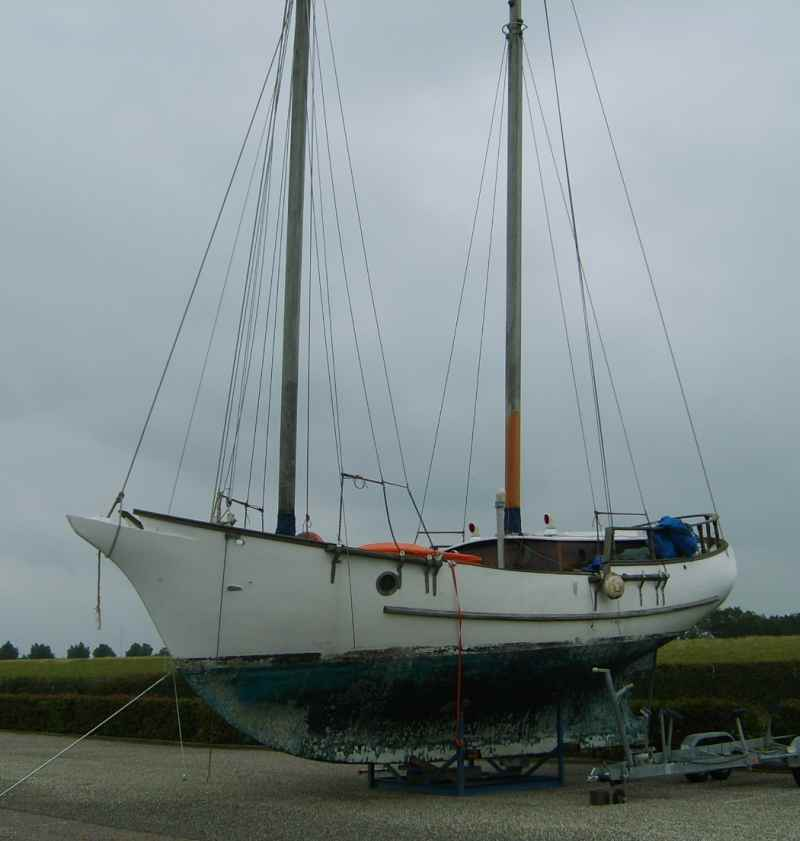
Restauratie van een schip met een ferrocement scheepshuid. Het plaatje toont hoe complexe vormen met ferrocement te realiseren zijn. Het ca. 25 jaar oude en slecht onderhouden schip vertoonde onder de waterlijn vele kale plekken. Het huidmateriaal was echter nog puntgaaf.

De gewenste vorm wordt opgetrokken uit een meerlagige constructie van kippengaas, eventueel versterkt met staaldraad of betonstaalstaven.
Als de wapening gereed is wordt deze volgesmeerd met een geschikt portlandcement/zand/water mengsel. Tijdens het uitharden wordt de ferrocementwand vochtig gehouden, zoals gebruikelijk bij cement, om het hardingsproces tot een goed einde te laten komen.
De wanddikte van ferrocement constructies liggen in het algemeen tussen 10 en 30 mm, afhankelijk van de grootte van de overspanning. Het duurt tot een maand of langer voordat een ferrocement huid de uiteindelijke sterkte bereikt.

## Gebruik
In India is ferrocement populair omdat constructies ervan beter bestand zijn tegen aardbevingen.
Tot midden jaren 70 werden ook in Nederland schepen (jachten) bedrijfsmatig gebouwd van ferrocement. Het bekendste Nederlandse voorbeeld is het ca. 11 meter lange zeiljacht De Zeeuwse Stromen, waarmee Pleun van der Lugt vanaf 11 augustus 1981 in 286 dagen als eerste Nederlander solo rond de wereld zeilde.

## Voordelen
Als voordelen van goed gebouwde ferrocement constructies worden de geringe onderhoudskosten genoemd en de levensduur in vergelijking met staalplaat. Cruciaal is hier de zorgvuldigheid die bij de bouw is gerealiseerd. Met name wat betreft de mortelsamenstelling en de wijze waarop de cementvulling tussen en op het wapeningsnetwerk is aangebracht.
Bij plaatselijke overbelasting heeft een ferrocement wand de neiging te knikken in plaats van open te scheuren, waarbij echter de wapening de stukken bij elkaar houdt, wat in sommige toepassingen (scheepsrompen, plafonds, daken) profijtelijk zal zijn.
Ferrocement is in 10 tot 25% het gewicht van gelijke bakstenen constructies.

## Nadeel
Nadeel van de ferrocementbouw is het arbeidsintensieve karakter, waardoor het duur is geworden voor bedrijfsmatige toepassing in de westerse wereld. Er worden verschillende soorten constructieve lichtgewichtselementen geproduceerd. Daarnaast wordt het materiaal in Nederland vaak door kunstenaars gebruikt, waarbij het arbeidsintensieve karakter van minder groot belang is.